# 格奥尔格·布兰德斯
格奥尔格·布兰德斯（丹麥語：Georg Morris Cohen Brandes，1842年2月4日—1927年2月19日），丹麦评论家、学者，曾深刻影响19世纪末20世纪初的斯堪的纳维亚和欧洲文学。他在文学上与亨里克·易卜生有共同目标。